# Mateřský jazyk
Jako mateřský jazyk je v českém prostředí nejčastěji označován
- první jazyk, který se jedinec naučil, a má tak zásadní vliv na vnímání světa již od dětství.[1]

Avšak podle jiných (a v některých jiných částech světa rozšířenějších) kritérií může být mateřský jazyk definován či chápán jako:
- jazyk, který je v daném státu hlavní či ze státního zřízení určený;
- jazyk, kterým na jedince mluvila jeho matka nebo jiná osoba, která se nejvýznamněji podílela na jeho výchově;
- nejlépe ovládaný jazyk (kritérium kompetence);
- nejvíc používaný jazyk (kritérium funkce);
- jazyk, se kterým se jedinec sám identifikuje (kritérium identifikace).

Přitom nemusí jít ve všech případech o jeden a tentýž jazyk – u výrazné části obyvatel světa jde o jazyky různé, např. první osvojený jazyk a jazyk nejvíce používaný se u mnohých osob liší.